# Ajac
Ajac – miejscowość i gmina we Francji, w regionie Oksytania, w departamencie Aude. W 2013 roku jej populacja wynosiła 197 mieszkańców. 